# Urutsewu
Urutsewu is een bestuurslaag in het regentschap Boyolali van de provincie Midden-Java, Indonesië. Urutsewu telt 5860 inwoners (volkstelling 2010).